# Niklas Treutle
Niklas Treutle (* 29. April 1991 in Nürnberg) ist ein deutscher Eishockeytorwart, der seit April 2017 erneut bei den Nürnberg Ice Tigers aus der Deutschen Eishockey Liga (DEL) unter Vertrag steht. Zuvor war Treutle unter anderem in der Saison 2015/16 bei den Arizona Coyotes in der National Hockey League (NHL) angestellt und kam vor allem für deren Farmteam, die Springfield Falcons, in der American Hockey League (AHL) zum Einsatz. Sein Stiefbruder Marius Möchel ist ebenfalls professioneller Eishockeyspieler.

## Karriere

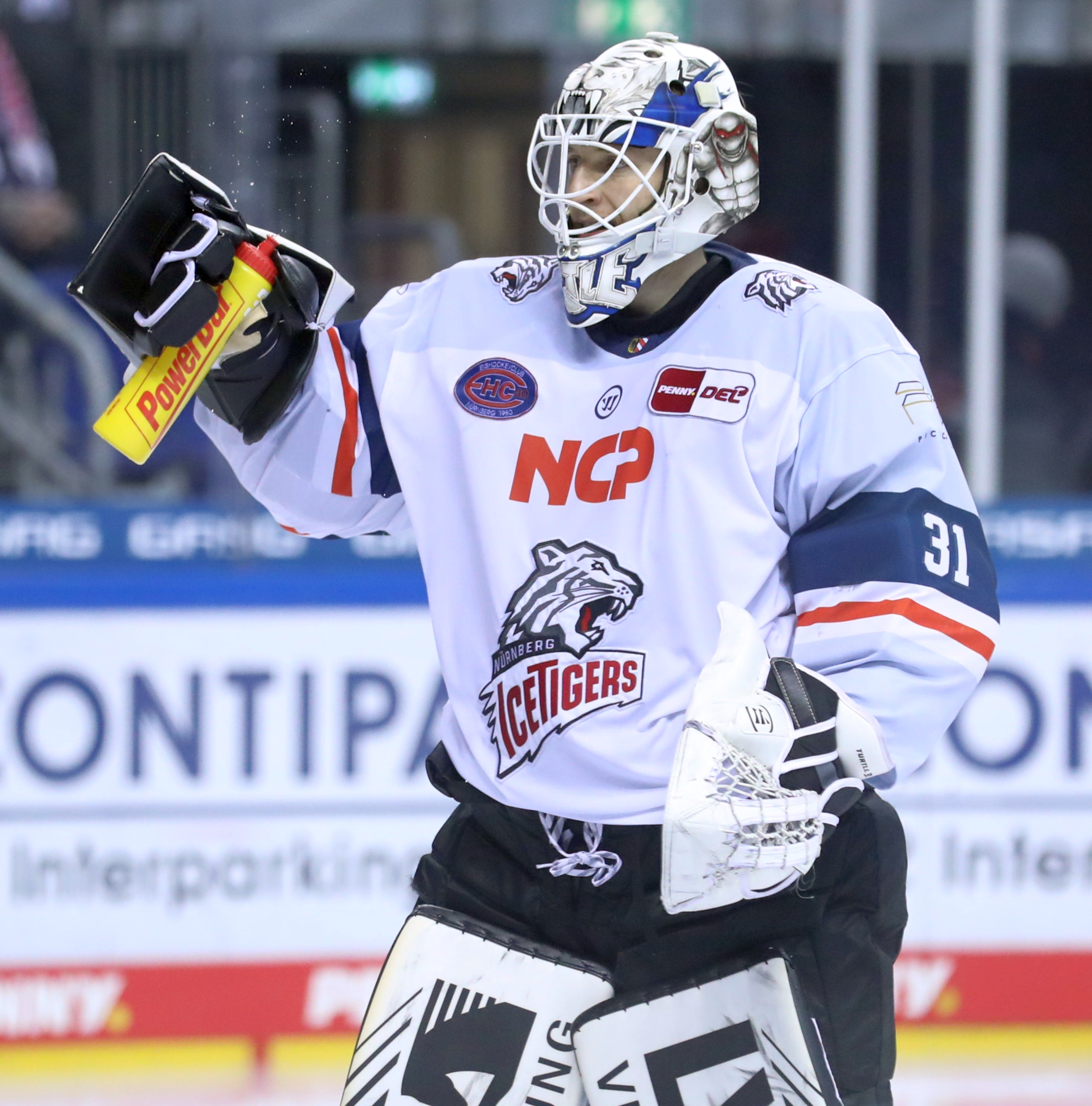
Treutle im Trikot der Nürnberg Ice Tigers (2021)

Niklas Treutle begann seine Karriere als Eishockeyspieler beim Kölner EC, für den er in der Saison 2007/08 in der Deutschen Nachwuchsliga (DNL) aktiv war. Anschließend kehrte der Torwart in seine Heimatstadt zurück, wo er einen Vertrag bei den Nürnberg Ice Tigers erhielt, für die er am 23. Januar 2009 beim 7:2-Sieg gegen die Kassel Huskies sein Debüt in der Deutschen Eishockey Liga (DEL) gab. Für die Saison 2009/10 erhielt Treutle eine Förderlizenz beim Deggendorfer SC in der Oberliga.
Ende Mai 2010 wurde Treutle von den Hamburg Freezers zunächst für zwei Jahre verpflichtet. Zudem bekam er eine Förderlizenz für die Eispiraten Crimmitschau. Im Januar 2014 wurde Treutle, der zwischenzeitlich beim EHC Red Bull München unter Vertrag stand, mit einer Förderlizenz ausgestattet. Diese erlaubte es ihm, beim SC Riessersee in der DEL2 den verletzten Torhüter Bryan Hogan zu ersetzen. Bereits in der Saison 2014/15 etablierte er sich allerdings beim EHC und kam dort auf 30 Einsätze.
Am 27. Juli 2015 unterschrieb er einen Vertrag mit den Arizona Coyotes aus der National Hockey League (NHL). Dort kam er in der Saison 2015/16 vorerst beim Farmteam Springfield Falcons in der American Hockey League (AHL) zum Einsatz, bevor er im Februar 2016 erstmals in den NHL-Kader der Coyotes berufen wurde und im Spiel gegen die St. Louis Blues sein Debüt in der höchsten Spielklasse Nordamerikas gab. Er absolvierte in der Saison insgesamt zwei NHL-Einsätze für die Coyotes und 39 in der AHL für die Falcons.
Treutle begann die Saison 2016/17 beim finnischen Erstligaverein KooKoo und bestritt vier Ligaspiele für die Mannschaft. Nach dem Auslaufen seiner Probezeit wurde sein Vertrag nicht verlängert, Anfang Oktober wechselte er in die DEL zurück und schloss sich den Krefeld Pinguinen an. Zur Saison 2017/18 ging Treutle in seine Geburtsstadt Nürnberg zurück und schloss sich wieder den Ice Tigers an, für die er in der Saison 2008/09 seinen DEL-Einstand gegeben hatte.

### International

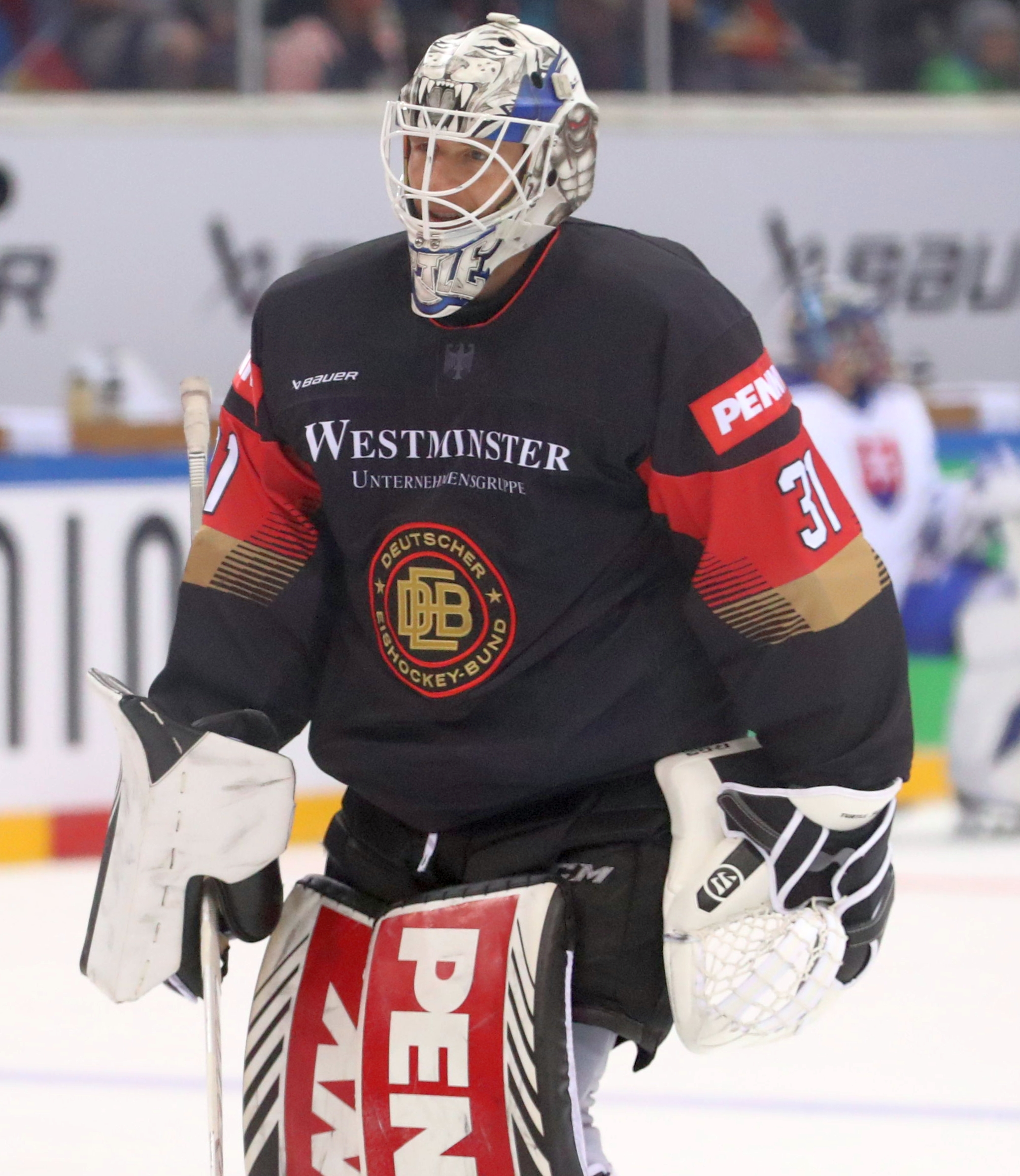
Treutle als Spieler der deutschen Nationalmannschaft (2022)

Treutle bestritt im Juniorenbereich die U20-Junioren-Weltmeisterschaft 2011. Für die deutsche A-Nationalmannschaft debütierte der Torwart im Verlauf der Saison 2016/17, ehe er mit der Weltmeisterschaft 2018 in Dänemark sein erstes großes internationales Turnier bestritt. Dabei kam er in vier der sieben Spiele zum Einsatz. Des Weiteren stand der Schlussmann im Kader bei den Weltmeisterschaften der Jahre 2019 und 2021.

## Erfolge und Auszeichnungen
- 2015 Geringster Gegentorschnitt der DEL-Hauptrunde
- 2018 Höchste Fangquote und geringster Gegentorschnitt der DEL-Hauptrunde
- 2018 Höchste Fangquote und geringster Gegentorschnitt der DEL-Playoffs

## Karrierestatistik
Stand: Ende der Saison 2024/25

### International
Vertrat Deutschland bei:
- U20-Junioren-Weltmeisterschaft 2011
- Weltmeisterschaft 2018
- Weltmeisterschaft 2019
- Weltmeisterschaft 2021

(Legende zur Torhüterstatistik: GP oder Sp = Spiele insgesamt; W oder S = Siege; L oder N = Niederlagen; T oder U oder OT = Unentschieden oder Overtime- bzw. Shootout-Niederlage; Min. = Minuten; SOG oder SaT = Schüsse aufs Tor; GA oder GT = Gegentore; SO = Shutouts; GAA oder GTS = Gegentorschnitt; Sv% oder SVS% = Fangquote; EN = Empty Net Goal; 1 Play-downs/Relegation; Kursiv: Statistik nicht vollständig)